# Butter Cross (Dunster)
La Cruz de Mantequilla (en inglés, Butter Cross) situada en la pequeña localidad de Dunster en el condado inglés de Somerset es un monumento clasificado de Grado II* y un monumento planificado. La cruz fue erigida originalmente a finales del siglo XIV o principios del siglo XV  en la calle principal y luego trasladada a su sitio actual a finales del siglo XVIII o principios del siglo XIX. Aunque falta la cabeza de la cruz, el fuste y la piedra del zócalo son originales. La cruz está al cuidado del English Heritage y está gestionada por el National Trust.

## Historia
El nombre Buttercross proviene de su ubicación en los mercados, donde la gente de los pueblos vecinos se reunía alrededor de la cruz del mercado para comprar productos de producción local. Los productos frescos se disponían y exhibían en las bases escalonadas de la cruz. El mercado de Dunster atrajo a gente de pueblos y ciudades circundantes tan lejanos como Taunton y Bodmin. La Cruz de Mantequilla de Dunster se erigió a finales del siglo XIV o principios del siglo XV y originalmente se encontraba en la calle principal del pueblo (High Street), posiblemente en el extremo sur de la calle principal, cerca del Yarn Market. En 1461 se registró una cruz, que más tarde se conoció como cruz alta; en 1689 se conocía como la Cruz de Mantequilla.
Se trasladó a su ubicación actual en St George's Street a las afueras del pueblo, aunque la fecha en la que se hizo no está clara. El sitio donde ahora se encuentra la cruz fue nivelado en 1776 por trabajadores, pagados por Henry Fownes Luttrell, y es posible que haya sido en esta ocasión cuando se movió la cruz. Una tradición local alternativa es que se trasladó en 1825, aunque un dibujo de J. M. W. Turner realizado en 1811 sugiere que para entonces ya estaba en su posición actual.
La cruz está al cuidado de English Heritage y está gestionada por el National Trust.

## Características
La cruz consta de un fuste con un pedestal y un zócalo que forma la base. Se conservan la base octogonal y el fuste poligonal, pero se ha perdido la cabeza de la cruz. Se encuentra en una pequeña zona de terreno elevado. La piedra del zócalo mide 0,85 metros de ancho y 0,5 metros de alto. La parte del zócalo que aún se conserva tiene 1,1 metros de altura y cambia de cuadrado a octogonal a medida que asciende. Hay una inscripción en la cara norte que dice «WC, 1871, WS» que registra una restauración.